# 初恋前線。
『初恋前線。』（はつこいぜんせん）は、2012年2月24日にI.D.から発売されたアダルトゲーム。I.D.の第2作であり、第1作『初恋予報。』の派生作品。
新キャラクター「西蓮寺美百合」をメインヒロインとし、前作ではサブキャラクターだった「植村春雛」「桃屋心愛」「末長恵」「水沢巽」の4人がメインキャラクターに昇格している。また、前作のメインキャラクターだった「椎名雪」「香月日和」の2人の追加シナリオも収録されている。
予約特典として『初恋予報。』『初恋前線。』の音楽が収録されたCDが付属された。また、初回生産版に同梱された小冊子には一部のイベントCGとそのラフスケッチおよび、「月刊コンプエース」2010年7月号に掲載された漫画版『初恋予報。』の第1話も収録されている。

## 登場人物
- 西蓮寺美百合：榊るな
- 植村春雛：卯衣
- 桃屋心愛：七ヶ瀬輪
- 末長恵：ひなき藍
- 水沢巽：桜川未央
- 椎名雪：咲ゆたか
- 香月日和：佐々留美子
- 桃屋千世子：天野かなで
- 聖小梅：まきいづみ
- 植村陽斗：ますおかゆうじ
- 相田幸太郎：鯱矛太郎

## スタッフ
- 原作･原画：龍牙翔
- シナリオ：龍牙翔、靖子、中原隊長、真霜米汰、海神るく、来夢みんと
- 主題歌：本木咲黒、MaRi
- BGM：Roundbooster Architextur
- 製作：オーバー・ソフトウェア
- 制作：I.D.